# Efektywność (zarządzanie)
Efektywność – rezultat podjętych działań, opisany relacją uzyskanych efektów do poniesionych nakładów. Oznacza najlepsze efekty produkcji, dystrybucji, sprzedaży, promocji. Efektywność jest przedmiotem wielu dyskusji i analiz.
Efektywność kierownika można rozpatrywać w dwóch aspektach:
- sprawność – oznacza "robienie rzeczy we właściwy sposób". Umiejętność właściwego działania, która związana jest z nakładami i efektami. Osiągnięcie  wyników współmiernie do nakładów (np. pracy, czasu, materiału) zużytych  na ich realizację. Sprawne działanie to minimalizowanie kosztów nakładów zużytych do osiągniętych celów.
- skuteczność – oznacza "robienie właściwych rzeczy". Umiejętność wyboru właściwych celów.